# Iszetszkojei járás

Az Iszetszkojei járás a Tyumenyi területen

Az Iszetszkojei járás (oroszul Исетский район) Oroszország egyik járása a Tyumenyi területen. Székhelye Iszetszkoje.

## Népesség
- 1989-ben 25 862 lakosa volt.
- 2002-ben 26 565 lakosa volt, melyből 23 248 orosz, 911 tatár, 572 ukrán, 473 német, 395 kazah, 243 csuvas, 116 fehérorosz, 49 azeri stb.
- 2010-ben 26 061 lakosa volt, melyből 22 592 orosz, 880 tatár, 414 ukrán, 399 kazah, 359 német, 183 csuvas, 94 azeri, 79 fehérorosz stb.